# Trachyoribates glaber
Trachyoribates glaber är en kvalsterart som först beskrevs av Beck 1965.  Trachyoribates glaber ingår i släktet Trachyoribates och familjen Haplozetidae. Inga underarter finns listade i Catalogue of Life.